# Руки геть!
«Руки геть!» (інші назви: «Боротьба за трест», «Рука в рукавичці») — радянський пригодницький художній фільм 1924 року, знятий режисером Михайлом Дороніним на кіностудії «Сєвзапкіно». Прем'єра відбулася 20 жовтня 1924 року. Фільм не зберігся.

## Сюжет
Фільм оповідає про боротьбу радянських робітників, які відновлюють зруйнований завод, з підступами білогвардійців, іноземної агентури і непманів. Окрім цього, сюжет картини будується на переслідуванні агентами іноземної розвідки директора хімтресту, що знаходиться в Криму.

## У ролях
- Борис Шліхтінг — Брайс, іноземний комерсант
- Іван Худолєєв — Павло Орлов/інженер Корпінен/Микола Орлов/Хіггінс
- Михайло Доронін — Костянтин Сєров, директор хімтресту
- Євгенія Хованська — Колосова, секретар комосередку
- Іона Таланов — Арлозоров, представник міжнародної промислової компанії
- Ольга Бистрицька — Наталія Іванівна, дружина Арлозорова
- Віліс Бергман — інженер Прокоф'єв
- Михайло Дмитрієв — Комар, кримінальник
- Микола Орлов — епізод

## Знімальна група
- Режисер — Михайло Доронін
- Сценарист — Михайло Левідов
- Оператори — Фрідріх Вериго-Даровський, Петро Єрмолов
- Художник — Є. Соколов